# Бехараншехр
Бехаранше́хр или Бехара́н (перс. بهاران‌شهر‎) — город в центральном Иране, в провинции Исфахан. Входит в состав шахрестана Фелаверджан. По данным переписи, на 2006 год население составляло 10 325 человек.

## География
Город находится в южной части Исфахана, в гористой местности восточного Загроса, на высоте 1550 метров над уровнем моря.
Бехараншехр расположен на расстоянии приблизительно 5 километров к востоку от Исфахана, административного центра провинции и на расстоянии 328 километров к югу от Тегерана, столицы страны. Ближайший гражданский аэропорт расположен в городе Исфахан.